# Robert Gallo
Robert Charles Gallo (ur. 23 marca 1937 w Waterbury) – amerykański lekarz, wirusolog, odkrywca pierwszego ludzkiego retrowirusa - HTLV-1 (1974), współodkrywca HIV (1984), współtwórca pierwszego testu wykrywającego HIV (1985), od 1996 twórca i dyrektor Institute of Human Virology w Baltimore.